# Jan Romein
Jan Marius Romein (Rotterdam, 30 oktober 1893 – Amsterdam, 16 juli 1962) was een Nederlands historicus en hoogleraar aan de Universiteit van Amsterdam. Samen met zijn vrouw Annie Romein-Verschoor deed hij verschillende publicaties over de Nederlandse geschiedenis verschijnen. Hij was ook actief op het terrein van de cultuurgeschiedenis en was redacteur van De Tribune.
Romein werd vooral bekend door zijn 'wet van de remmende voorsprong' en door zijn introductie van de Theoretische Geschiedenis in Nederland in 1946.

## Levensloop
Romein kwam uit een doopsgezind milieu en liet zich in 1913, op zijn 20e, in de doopsgezinde kerk aan de Laurensstraat in Rotterdam dopen op zijn persoonlijke, op 14 pagina's in een schoolcahier geschreven belijdenis.
Vanaf 1914 studeerde hij aanvankelijk theologie aan de Rijksuniversiteit Leiden, waar hij lid werd van het theologisch collegium Quisque Suis Viribus, maar stapte, na getroffen te zijn door het marxisme, in het tweede studiejaar over naar Nederlandse letteren en geschiedenis. Later nam het vak Russische letteren ook een belangrijke plaats in. Van zijn hoogleraren was de historicus Johan Huizinga voor hem de meest inspirerende. Mede onder indruk van de Eerste Wereldoorlog en de Russische Revolutie sloot hij zich aan bij een studentenvereniging voor studie van het socialisme en werkte mee aan het marxistische blad De Tribune. Tijdens zijn studentenjaren leerde hij zijn latere vrouw Annie Verschoor (1895–1978) kennen. Nadat hij cum laude was afgestudeerd traden ze in 1920 in het huwelijk. Ze kregen drie kinderen: twee zonen en een dochter. Na een verblijf van zeven maanden in Denemarken, waar Romeins vriend en studiegenoot Hans Kramers de assistent van de natuurkundige Niels Bohr was geworden, vestigden Jan en Annie Romein zich in 1921 in Amsterdam, waar Jan redacteur werd van het dagblad De Tribune van de kort daarvoor opgerichte Communistische Partij Holland (CPH). Een erfenis stelde hem in staat uit de rente een bescheiden maandinkomen te genereren. Door deze zelfstandigheid kon hij kiezen voor een bestaan als freelance historicus, publicist en vertaler. Al in 1916-1918 verscheen van zijn hand een Nederlandse vertaling van Romain Rollands Jean Christophe (10 delen, met een inleidend essay). Ook vertaalde hij Franz Mehrings biografie van Karl Marx in het Nederlands (1921).
In 1924 promoveerde hij cum laude aan de Rijksuniversiteit te Leiden op de dissertatie Dostojewskij in de westersche kritiek, een hoofdstuk uit de geschiedenis van den literairen roem. Hij onderzocht hierin de Dostojevski-'cultus': de overmatige aandacht die het werk van deze Russische schrijver in het begin van de twintigste eeuw kreeg. Zijn onderzoek, waarvoor hij onder andere met een beurs van de Leidse universiteit een maand in Londen verbleef voor speurwerk in de bibliotheek van het British Museum, richtte zich niet zozeer op de inhoud van Fjodor Dostojevski's werk, maar op de waardering ervan. Hij onderscheidde drie stromingen die de klemtoon op de literaire, stichtelijke of juist de diabolistische kwaliteiten van het werk legden. Er was sprake van een per groep of klasse wisselend beeld van Dostojevski. Volgens Romein kwam het er niet in de eerste plaats op aan wie Dostojevski was, 'maar wat men in hem zag en zien kon'.
Kort na zijn promotie richtte hij aan huis het Instituut voor Historische Leergangen op, waar cursisten uit het hele land konden worden voorbereid op het examen leraar geschiedenis middelbaar onderwijs (MO-akte). Dit werk deed hij samen met collega-historicus Jef Suys en rond 1930 voegde historicus Jacques Presser zich hierbij. In 1927 verliet Romein de communistische partij, maar hij bleef geïnteresseerd in het marxisme en in de politieke ontwikkelingen in de Sovjet-Unie en in Azië. Hij vertaalde en redigeerde de Harmsworth's Universal History of the World (1927–1929) in het Nederlands, in samenwerking met andere historici. Dit werk verscheen onder de titel Nieuwe Geïllustreerde Wereldgeschiedenis (1929–1932, 8 delen en een registerdeel). Het bevatte ook drie nieuwe, door hem zelf geschreven, grote hoofdstukken: 'De Opstand van de Nederlanden tegen Spanje in de 16e-17e eeuw', 'Van Tsarenrijk tot Sowjet-Unie', en 'Het Ontwaken van Azië'. In 1936 was hij een van de oprichters van het Comité van Waakzaamheid, dat waarschuwde voor het nationaalsocialisme.
In 1939 werd Romein benoemd tot hoogleraar geschiedenis aan de Universiteit van Amsterdam. Vanwege zijn communistische verleden was hier het nodige getouwtrek in de gemeentelijke politiek aan voorafgegaan. Tijdens de Duitse bezettingsjaren deden Jan Romein en zijn vrouw allerlei verzetswerk. Ze waren onder andere betrokken bij de clandestiene pers. Jan Romein was verdacht bij de Duitsers vanwege zijn marxistische overtuigingen en moest ontslag als hoogleraar aanvaarden in 1942. Van 30 januari tot 20 april 1942 werd hij met 84 andere Amsterdamse gijzelaars gevangen gehouden in het beruchte Kamp Amersfoort ("Polizeiliches Durchgangslager Amersfoort"). Toen hij later merkte dat de Duitsers hem opnieuw zochten, dook hij min of meer onder op landgoed Oud Bussem te Bussum. Tijdens de oorlog hadden Jan en Annie Romein ten minste twee Joodse onderduikers in huis, namelijk Ab Herzberg, de zoon van Abel Herzberg en Betty de Leeuw-Polak (later Bausch-Polak). Daarvoor ontving het echtpaar postuum de onderscheiding 'Rechtvaardige onder de Volkeren' van Jad Wasjem.
Hoewel Jan Romein al vanaf 1927 geen lid meer was van de communistische partij stond hij na het begin van de Koude Oorlog relatief geïsoleerd in de universitaire wereld in Nederland vanwege zijn marxistische opvattingen, hoewel deze niet dogmatisch waren. In 1949 werd hem de toegang tot de Verenigde Staten geweigerd, waar hij op uitnodiging een lezing zou houden tijdens een, mede op zijn initiatief georganiseerde, internationale wetenschappelijke conferentie in Princeton. Daarentegen kreeg hij een warm welkom als gasthoogleraar in het pas onafhankelijk geworden Indonesië tijdens het academisch jaar 1951-1952. Hij doceerde onder andere aan de Gadjah-Mada universiteit in Jogjakarta. Veel van zijn toehoorders kenden hem van zijn publicaties over het ontwaken van het Aziatisch nationalisme uit de jaren dertig.
De laatste tien jaren van zijn leven besteedde Romein vooral aan het schrijven van Op het breukvlak van twee eeuwen. Als gevolg van een chronische ziekte die zich in 1959 openbaarde, beperkte hij in dat jaar zijn hoogleraarschap aan de Universiteit van Amsterdam tot de Theoretische Geschiedenis. Romein overleed in 1962 op 68-jarige leeftijd te Amsterdam.
Een van Romeins bekendste promovendi was Bernard Slicher van Bath, die later hoogleraar in Wageningen en Groningen werd.

## Werk
Jan Romein beschreef de geschiedenis vanuit een marxistische invalshoek. Vooral de klassentegenstellingen en de materiële verhoudingen bepaalden in zijn visie de loop van de geschiedenis. Hij werd diepgaand beïnvloed door de Leidse hoogleraar en cultuurhistoricus Johan Huizinga en de Duitse economisch filosoof Karl Marx.

### Boeken
Romein heeft, na zijn proefschrift, nog vijf grote historische studies in boekvorm geschreven, waarvan twee samen met Annie Romein-Verschoor. Ook anderen hebben bijgedragen aan boeken onder zijn redactie.
Mede door zijn interesse voor het verschijnsel van de sterke staat en de opkomst daarvan in West-Europa pas na de Middeleeuwen, besloot Romein zijn tweede boek te wijden aan de geschiedenis van staat en maatschappij in het Oost-Romeinse Rijk (Byzantium, 1928). Deze duizendjarige beschaving had, vanaf de val van het West-Romeinse Rijk rond 400 tot de inname van Constantinopel door de Osmaanse Turken in 1453, als een bolwerk het versnipperde en verzwakte West-Europa behoed voor invallen uit het Nabije Oosten, onder andere van islamitische Arabieren.
Romeins eerste boekpublicatie op het terrein van de Nederlandse geschiedenis was een baanbrekende pioniersstudie over de Noord-Nederlandse geschiedschrijving in de Middeleeuwen (1932): een degelijke inventarisatie met commentaar van alle gedrukte kronieken. Dit werk kan ongetwijfeld als zijn 'meesterproef in de ambachtelijke historie gelden'. Hierbij ging het hem niet om de 'feitelijke' juistheid van de mededelingen van de geschiedschrijvers, maar om de vraag welke voorstelling van het verleden zij hadden en wat hen tot die voorstelling had gebracht. Hij zag de middeleeuwse historiografie als 'een spiegel' van de groei van 'het zelfbewustzijn' van de 'Noord-Nederlandsche natie'. De Leidse historicus en hoogleraar Ivo Schöffer noemde in een terugblik op Romeins werk over de geschiedenis van Nederland dit boek "een der belangrijkste historische publikaties", die tussen 1918 en 1940 in Nederland verscheen en hij kende het "in Romeins oeuvre een grotere plaats" toe dan meestal gedaan wordt.
Tot zijn meest verkochte en gelezen boeken behoren De lage landen bij de zee (1e druk 1934, 8e druk 1979) en Erflaters van onze beschaving, een vierdelig werk (1e druk 1938-1940, 13e druk 1979) met 36 korte biografieën van belangrijke Nederlanders uit zes eeuwen. Beide boeken schreef hij samen met echtgenote en collega-historica Annie Romein-Verschoor. In de jaren dertig kreeg Jan Romein bovendien vooral in kringen van journalisten en studenten in Nederland en Vlaanderen naamsbekendheid door zijn veel gelezen journalistieke boek Machten van deze tijd (1932), waarin hij een helder inzicht gaf in de belangrijkste problemen van de internationale politiek; supplementen volgden in de jaren daarna t/m 1939.
Op wetenschappelijk gebied onderscheidde hij zich onder andere door artikelen, die in 1937 voor het eerst werden gebundeld (Het onvoltooid verleden; kultuurhistorische studies). Hieruit is vooral te noemen het in 1935 voor het eerst gepubliceerde artikel 'De dialectiek van de vooruitgang, bijdrage tot het ontwikkelingsbegrip in de geschiedenis'. Hij beschrijft hierin het weerkerend fenomeen in de economische geschiedenis, waarbij vernieuwers of trendsetters op een bepaald ogenblik worden bijgehaald en zelfs achtergelaten door de trendvolgers, oftewel: de 'wet van de remmende voorsprong'. Een Duitse vertaling verscheen als Dialektik des Fortschritts in: Mass und Wert. Zweimonatsschrift für freie deutsche Kultur, onder redactie van Thomas Mann en Konrad Falke (deel 2, Zürich, Zwitserland, 1939).
Romein was geïnteresseerd in de (auto)biografische benadering van de geschiedenis. Tijdens de jaren van de Duitse bezetting schreef hij hier een boek over, dat in 1946 werd uitgegeven (een Duitse vertaling volgde twee jaar later). Dit boek wordt nog steeds beschouwd als een informatieve en oorspronkelijke bijdrage aan de historiografie van dit genre.
Eveneens in 1946 introduceerde Jan Romein in Nederland de theoretische geschiedenis (of theorie en methodologie van de geschiedenis) als onderwerp in het academische curriculum. Door Jacques Presser, die Romein in 1959 in zijn leerstoel aan de Universiteit van Amsterdam opvolgde, is de theoretische geschiedenis 'het meest blijvende legaat' genoemd dat Romein de geschiedwetenschap in Nederland heeft nagelaten.
Vooral in zijn laatste grote boek Op het breukvlak van twee eeuwen bedoelde Romein een integrale visie op de geschiedenis te geven. Hij poogde de overgangsjaren van de negentiende naar de twintigste eeuw in al hun facetten te beschrijven, in het bijzonder de omslag tussen de Europese suprematie in de wereld en het begin van het verval daarvan. Op het breukvlak van twee eeuwen verscheen, door de zorg van zijn vrouw en met hulp van enkele specialisten voor bepaalde onderwerpen, postuum in twee delen in 1967. Een geautoriseerde, onverkorte Engelse vertaling The Watershed of Two Eras. Europe in 1900 (1978) ontving gunstige recensies van de vakpers in de Engelstalige wereld.
Naast boeken verschenen van de hand van Romein ook tientallen artikelen, waarvan vele werden gebundeld. Zijn bibliografie telt in totaal 358 nummers. De boeken van Romein worden ook vandaag de dag nog gelezen. Net als bij Johan Huizinga munten ze uit in hun beheersing van de Nederlandse taal.

### Anne Frank
In 1946 kreeg zijn vrouw het dagboek van Anne Frank in handen, waarvoor zij een uitgever trachtte te vinden. Zij slaagde hier niet in en gaf het dagboek aan haar echtgenoot. Jan Romein schreef vervolgens een artikel dat verscheen op de voorpagina van Het Parool. Dit was de eerste publicatie over het dagboek van Anne Frank en over Anne Frank zelf. Na de publicatie van het artikel ontstond er belangstelling van een aantal uitgevers. In 1947 werd Het Achterhuis uitgegeven door Uitgeverij Contact met een voorwoord van Annie Romein-Verschoor.

## Publicaties
Aangezien een uitvoerige bibliografie van de geschriften van Jan Romein verschenen is, beperkt deze lijst zich tot de oorspronkelijke, in boekvorm verschenen, publicaties.
- Dostojewskij in de westersche kritiek. Een hoofdstuk uit de geschiedenis van den literairen roem; met een bibliografie (dissertatie. Haarlem: H.D. Tjeenk Willink, 1924; 225 blz.)
- Byzantium. Geschiedkundig overzicht van staat en beschaving in het Oost-Romeinsche Rijk; met 35 platen en 6 kaarten (Zutphen: Thieme, 1928; 316 blz.)
- De dood van Nikephoros Phokas, met drie linoleumsneden van J.J. Voskuil (novelle. Amsterdam: Seyffardt, 1929; 82 blz.) [hiervan werden XX exemplaren op Oud-Hollandsch Van Gelder gedrukt, romeins genummerd I-XX en in suède gebonden]
- Geschiedenis van de Noord-Nederlandsche geschiedschrijving in de Middeleeuwen. Bijdrage tot de beschavingsgeschiedenis (Haarlem: Tjeenk Willink, 1932; 248 blz.)
- Machten van dezen tijd. Overzicht van de voornaamste problemen der hedendaagsche internationale politiek (1919–1932) (Amsterdam: Wereldbibliotheek, 1932; 424 blz.), met twee supplementen over 1933–1935 (1936) en 1936–1937 (1938); 4de druk, vermeerderd met Gegist bestek, ingeleid en bezorgd door J. Presser (Amsterdam: Wereldbibliotheek, 1950; 703 blz.)
- De lage landen bij de zee. Geïllustreerde geschiedenis van het Nederlandsche volk van Duinkerken tot Delfzijl; met een voorwoord van prof. dr. G.W. Kernkamp, met medewerking van A. Romein-Verschoor en bijdragen van P.J. Bouman, O. Noordenbos, R. van Roosbroeck en H. Vos, illustr. verzorgd door H. van der Bijll (eerste druk, Utrecht: De Haan, 1934; 712 blz., 8ste herziene en aangevulde druk, Amsterdam: Em. Querido, 1979; 751 blz.)
- Grondstoffen en politiek; katoen, petroleum, rubber, staal (Amsterdam: Wereldbibliotheek, 1935; 75 blz., 2e dr. 1936; 77 blz.)
- Het onvoltooid verleden; kultuurhistorische studies (Amsterdam: Em. Querido, 1937; 281 blz.; 2de vermeerderde druk 1948; 343 blz.)
- Erflaters van onze beschaving. Nederlandse gestalten uit zes eeuwen (eerste druk, 4 delen, Amsterdam: Em. Querido, 1938–1940, met Annie Romein-Verschoor; 13de druk, in één band, geïllustr. 1979; 895 blz.). Verkorte Duitse vertaling: Ahnherren der holländischen Kultur. Vierzehn Lebensbilder mit 13 Porträts. Tezamen met Dr. A. Romein-Verschoor; Duitse vertaling van Dr. U. Huber Noodt (Bern: A. Francke Verlag, 1946; 495 blz. 2de druk 1961). Poolse vertaling: Twórcy kultury holenderskiej. Poolse vertaling van Jerzy Hummel (Warszawa: Państwowy Instytut Wydawniczy, 1973; 308 blz.).
- Gegist bestek. Aspecten van drie jaar wereldbestel (1936–1939) (Utrecht: De Haan, 1939; 272 blz. Gedeeltelijk herdrukt in: Machten van deze tijd, 4de druk 1950, p. 497–656)
- Het vergruisde beeld. Over het onderzoek naar de oorzaken van onze Opstand; rede uitgesproken bij de aanvaarding van het ambt van buitengewoon hoogleraar aan de Universiteit van Amsterdam, op 16 oktober 1939 (Haarlem: Tjeenk Willink, 1939; 27 blz.). Ook in: In opdracht van de tijd. Tien voordrachten over historische thema's (zie onder, 1946), p. 74–95. Herdrukt in: Historische lijnen en patronen. Een keuze uit de essays (eerste druk, Amsterdam: Em. Querido, 1971; 2de druk 1976), p. 147–162.
- Oorsprong, voortgang en toekomst van de Nederlandse geest (Zeist: Ploegsma, 1940; 40 blz.)
- Beschouwingen over het Nederlandse Volkskarakter (Leiden: Burgersdijk & Niermans, 1942; 44 blz.)
- Kort verslag van het verblijf van 85 Amsterdamsche gijzelaars in het 'Polizeiliches Durchgangslager' Amersfoort 30 Januari – 20 April 1942, door H. Hoetink, J.M. Romein, A.N.J. den Hollander en J.G.G. Borst (Amsterdam: Vereeniging 'De Amsterdamsche gijzelaars P.D.A. 1942', 1945; 19 blz.). Ook opgenomen in: J.F. Hunsche, P.D.A. (Polizeiliches Durchgangslager): Herinneringen van een gijzelaar (Amsterdam, 1e druk 1945, 2e dr. 1947, 3e dr. 1948)
- Nieuw Nederland. Algemene beginselen ener hervorming in hoofd en leden (Amsterdam: 'Vrij Nederland', 1945; 100 blz.)
- Theoretische geschiedenis, rede uitgesproken voor het 19e Nederlandse Filologencongres op vrijdag 26 april 1946 in de Koepelkerk aan het Leidse Bosje te Amsterdam (Groningen: Wolters, 1946; 24 blz.). Ook opgenomen in: Jan Romein, Historische lijnen en patronen. Een keuze uit de essays (Amsterdam: Em. Querido, 1971, 2de druk 1976), p. 245–270.
- De biografie, een inleiding (Amsterdam: Ploegsma, 1946; 2e druk Amsterdam: Em. Querido, 1951; 237 blz.). Duitse vertaling: Die Biographie, Einführung in ihre Geschichte und ihre Problematik; übersetzt und mit Vorbemerkung von U. Huber Noodt (Bern: A. Francke Verlag, 1948; 196 blz.)
- In opdracht van de tijd. Tien voordrachten over historische thema's (Amsterdam: Querido, 1946; 321 blz.)
- Apparaat voor de studie der geschiedenis (eerste druk, Groningen: Wolters, 1949; 90 blz.; 9de druk, herzien en aangevuld door J. Haak en J.G.F. Hasekamp 1979; 222 blz.)
- Tussen vrees en vrijheid. Vijftien historische verhandelingen (Amsterdam: Em. Querido, 1950; 398 blz.)
- In de hof der historie. Kleine encyclopaedie der theoretische geschiedenis (1e druk, Amsterdam: Em. Querido, 1951; 130 blz., 2e druk 1963; 160 blz.)
- Carillon der tijden; studies en toespraken op cultuurhistorisch terrein (Amsterdam: Em. Querido, 1953; 374 blz.)
- Aera van Europa, de Europese geschiedenis als afwijking van het algemeen menselijk patroon (i.s.m. Annie Romein-Verschoor, Leiden: Brill, 1954; 292 blz. Tweede druk Leiden: Brill, 1987, met een 'Ter inleiding' van Maarten C. Brands.)
- In de ban van Prambanan, Indonesische voordrachten en indrukken (Amsterdam: Em. Querido, 1954; 213 blz.)
- De Eeuw van Azië; opkomst, ontwikkeling en overwinning van het modern-Aziatisch nationalisme (met Jan Erik Romein. Leiden: Brill, 1956; 395 blz.), Duitse vertaling 1958, Indonesische vertaling 1958, Japanse vertaling 1961, Engelse vertaling 1962, Italiaanse vertaling 1969
- Eender en anders. Twaalf nagelaten essays (Amsterdam: Em. Querido, 1964; 270 blz.)
- History of Mankind: Culture and Scientific Development, Volume VI: The Twentieth Century (part of a UNESCO-project). Authors-Editors: Caroline F. Ware, K. M. Panikkar, and Jan M. Romein (London: Allen & Unwin, 1966; 2 delen, geïllustr., 1387 blz., 98 foto's, 26 grafieken/tabellen, 7 kaarten).[30]
- Op het breukvlak van twee eeuwen. De westerse wereld rond 1900 (eerste druk, 2 delen, Leiden-Amsterdam: Brill-Querido, 1967, afgerond door Annie Romein-Verschoor, postuum verschenen. Tweede druk in één band, Amsterdam: Em. Querido, 1976; 960 blz., geïllustr.). Engelse vertaling: The Watershed of Two Eras. Europe in 1900. Translated by Arnold J. Pomerans (Middletown, Connecticut: Wesleyan University Press, 1978; 784 blz. First paper back edition 1982)
- Historische lijnen en patronen. Een keuze uit de essays (met een Woord vooraf door Maarten C. Brands; eerste druk, Amsterdam: Em. Querido, 1971, 655 blz., 2de druk 1976).